# Jaylen Brown
Jaylen Marselles Brown (ur. 24 października 1996 w Marietta) – amerykański koszykarz, występujący na pozycji niskiego skrzydłowego, obecnie zawodnik Boston Celtics.
W 2015 wystąpił w meczu wschodzących gwiazd - Nike Hoop Summit oraz McDonald’s All-American.

## Życie osobiste i aktywizm
Brown jest głównie wegetarianinem co pomaga mu utrzymać lepszą formę na boisku dzięki wielu zaletom tej diety i ma zróżnicowane zainteresowania, takie jak nauka języka hiszpańskiego, historia, medytacja oraz filozofia. Jest również wielkim fanem piłki nożnej i anime. Wielu opisuje Browna jako nietypowego sportowca z ambicjami wykraczającymi poza koszykówkę. Brown, który jest Afroamerykaninem, zebrał głównie afroamerykański zespół doradczy przed draftem NBA, ale nie zatrudnił agenta. Niektórzy krytykowali go za to, że jest „zbyt inteligentny”, aby grać w NBA, obawiając się, że może się znudzić koszykówką i zdecydować się na inną ścieżkę kariery.
Kiedy miał 22 lata, Brown został najmłodszym wybranym wiceprezesem Narodowego Stowarzyszenia Zawodników Koszykówki. W ostatnich latach wygłaszał przemówienia o znaczeniu edukacji i technologii na Uniwersytecie Harvarda, Uniwersytecie Kalifornijskim w Berkeley i MIT. W 2019 roku został stypendystą MIT Media Lab i współpracował z uniwersytetem nad stworzeniem programu Bridge, który mentoruje młodzież i uczniów szkół średnich z kolorowych społeczności w Greater Boston, zainteresowanych karierą w dziedzinie STEM. Poprzez pracę z MIT i swoją fundacją 7uice, Brown aktywnie zajmuje się problemami nierówności edukacyjnych i dochodowych oraz innymi inicjatywami społecznymi.
Ojciec Browna, Marselles Brown, jest profesjonalnym bokserem, mistrzem świata WBU z 2016 roku, mistrzem ciężkiej wagi WBU C.A.M. z 2015 roku oraz członkiem komisji bokserskiej stanu Hawaje. Jego dziadek, Willie Brown, również był bokserem.
Brown prowadzi kanał na YouTube, na którym publikuje serię dokumentalnych filmów ukazujących jego życie w sezonie i poza nim. Pierwszy odcinek, FCHWPO: Pawn to E4, został opublikowany 31 stycznia 2017 roku. Tytuł filmu odnosi się do miłości Browna do szachów. FCHWPO, które jest również pseudonimem Browna na Twitterze i Instagramie, oznacza wiarę, konsekwencję i ciężką pracę.
Brown jest kuzynem profesjonalnego futbolisty, A. J. Bouye.
Dodatkowo, Brown przeszedł na wiarę muzułmańską, co odzwierciedla jego zaangażowanie w szersze dyskusje na temat religii i tożsamości.

## Osiągnięcia
Stan na 18 lutego 2024, na podstawie, o ile nie zaznaczono inaczej.
NCAA
- Uczestnik turnieju NCAA (2016)
- Najlepszy pierwszoroczny koszykarz sezonu konferencji Pac-12 (2016)[5]
- Zaliczony do:
  - I składu:
    - Freshman All-America (2016 przez USBWA)
    - Pac-12 (2016)
    - pierwszoroczniaków Pac-12 (2016)

NBA
- Mistrz NBA (2024)
- MVP Finałów NBA (2024)
- Wicemistrz NBA (2022)
- Zaliczony do II składu debiutantów NBA (2017)[6]
- Uczestnik:
  - meczu gwiazd NBA (2021[7], 2023[8])
  - Rising Stars Challenge (2018)
  - konkursu:
    - rzutów za 3 punkty (2021)[9]
    - wsadów (2024 – 2. miejsce)[10]

Reprezentacja
- Mistrz Ameryki U–18 (2014)[11]
- Uczestnik mistrzostw świata (2019 – 7. miejsce)[12]

## Statystyki w NBA
Na podstawie basketball-reference.com, stan na koniec sezonu 2019/20

### Sezon Regularny
| Sezon   | Drużyna        | M   | S5  | MPG  | FG%   | 3P%   | FT%   | RPG | APG | SPG | BPG | PPG  |
| ------- | -------------- | --- | --- | ---- | ----- | ----- | ----- | --- | --- | --- | --- | ---- |
| 2016/17 | Boston Celtics | 78  | 20  | 17,2 | 45,4% | 34,1% | 68,5% | 2,8 | 0,8 | 0,4 | 0,2 | 6,6  |
| 2017/18 | Boston Celtics | 70  | 70  | 30,7 | 46,5% | 39,5% | 64,4% | 4,9 | 1,6 | 1,0 | 0,4 | 14,5 |
| 2018/19 | Boston Celtics | 74  | 25  | 25,9 | 46,5% | 34,4% | 65,8% | 4,2 | 1,4 | 0,9 | 0,4 | 13,0 |
| 2019/20 | Boston Celtics | 57  | 57  | 33,9 | 48,1% | 38,2% | 72,4% | 6,4 | 2,1 | 1,1 | 0,4 | 20,3 |
| Razem   |                | 279 | 172 | 26,3 | 46,8% | 37,1% | 67,8% | 4,5 | 1,4 | 0,9 | 0,3 | 13,1 |

### Play-Offy
| Sezon | Drużyna        | M  | S5 | MPG  | FG%   | 3P%   | FT%   | RPG | APG | SPG | BPG | PPG  |
| ----- | -------------- | -- | -- | ---- | ----- | ----- | ----- | --- | --- | --- | --- | ---- |
| 2017  | Boston Celtics | 17 | 0  | 12,6 | 47,9% | 21,7% | 66,7% | 2,1 | 0,8 | 0,4 | 0,1 | 5,0  |
| 2018  | Boston Celtics | 18 | 15 | 32,4 | 46,6% | 39,3% | 64,0% | 4,8 | 1,4 | 0,8 | 0,6 | 18,0 |
| 2019  | Boston Celtics | 9  | 9  | 30,4 | 50,6% | 35,0% | 76,7% | 5,8 | 1,1 | 0,7 | 0,2 | 13,9 |
| 2020  | Boston Celtics | 17 | 17 | 39,5 | 47,6% | 35,8% | 84,1% | 7,5 | 2,3 | 1,5 | 0,5 | 21,8 |
| Razem |                | 61 | 41 | 28,6 | 47,6% | 35,9% | 74,5% | 5,0 | 1,4 | 0,9 | 0,4 | 14,8 |

### College
| Sezon   | Drużyna    | M  | S5 | MPG  | FG%   | 3P%   | FT%   | RPG | APG | SPG | BPG | PPG  |
| ------- | ---------- | -- | -- | ---- | ----- | ----- | ----- | --- | --- | --- | --- | ---- |
| 2015/16 | Kalifornia | 34 | 34 | 27,6 | 43,1% | 29,4% | 65,4% | 5,4 | 2,0 | 0,8 | 0,6 | 14,6 |